# Azéqa
Azéqa ou Azéka (en hébreu עזקה) est une ville de l'Israël antique située dans la vallée d'Elah dans la Shéphélah. Le tel d'Azeqa se trouve aujourd'hui en Israël et fait partie du parc Britannia (he).
Dans le cadre des fouilles archéologiques conduites par les archéologues anglais Frederick J. Bliss et R. A. Stewart Macalister dans les années 1898-1900, on y a découvert des restes de fortifications et de tours, et des sceaux LMLK. On y a également trouvé des grottes-refuges utilisées pendant la révolte de Bar Kokhba.
Selon le livre de Jérémie (34:7), Azéqa est n'est pas encore détruite lorsque les Babyloniens assiègent Jérusalem.
Elle est ensuite reconstruite à l'époque perse sous Néhémie.

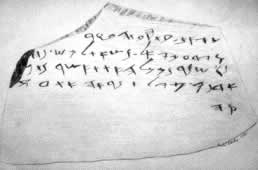
Ostracon 4 de Lakish. Les dernières lettres (deux sur la ligne 4 et deux sur la ligne 5) forment le nom AZeQaH en alphabet paléo-hébraïque

Azéqa est mentionnée dans l'ostracon numéro 4 des « lettres de Lakish ». Dans ce texte, un officier judéen de Maresha fait un compte-rendu à son supérieur des observations des signaux lumineux servant à la communication lors de l'invasion babylonienne du siège de Lakish (VIe siècle av. J.-C.) :

« que [mon seigneur] sache que pour les feux de signalisations de Lakish,
nous surveillons selon toutes les indications qu'a donné
mon seigneur, car nous ne voyons pas
Azeqa »

— Lettres de Lakish, ostracon 4
Une interprétation de ce texte est que la garnison de Maresha veut informer le gouverneur de Lakish qu'elle a bien déchiffré les signaux codées grâce aux codes transmis, mais que les signaux en provenance d'Azéqa ont cessé, ce qui semble indiquer que la ville a déjà été détruite par l'armée babylonienne, contrairement à ce qu'affirme le prophète Jérémie.
Une autre interprétation place cet ostracon dans le cadre des préparatifs militaires face à l'imminence de l'invasion babylonienne. Dans cette perspective, il s'agirait de faire une inspection de moyens de communications entre les forteresses judéennes.